# Claudia Razzi
Claudia Razzi (Roma, 30 marzo 1962) è una doppiatrice e direttrice del doppiaggio italiana.

## Biografia
Figlia del curatore di edizioni Claudio Razzi, è madre della doppiatrice Guendalina Ward avuta dall'ex marito Luca Ward.
Ha prestato voce al personaggio di Sheila nell'anime Occhi di gatto, all'attrice Nicollette Sheridan in Desperate Housewives e a Bitty Schram in Detective Monk. Ha anche dato voce al personaggio di Vicky in Due fantagenitori.
Tra le altre attrici, ha doppiato Helena Bonham Carter, Meg Ryan, Jennifer Jason Leigh e Ashley Judd.
Nel 1987, prende parte alla prima puntata de La piovra 3, nel ruolo di Principessa, una prostituta.

## Doppiaggio

### Film
- Helena Bonham Carter in La fabbrica di cioccolato, Sweeney Todd - Il diabolico barbiere di Fleet Street, Terminator Salvation, Alice in Wonderland, Dark Shadows, Grandi speranze, The Lone Ranger, Cenerentola, Suffragette, Alice attraverso lo specchio, Ocean's 8, 55 passi, Enola Holmes, Enola Holmes 2
- Meg Ryan in French Kiss, Kate & Leopold, Against the Ropes, The Women, Love Shooting, Homeland Security, Ithaca - L'attesa di un ritorno
- Rebecca Romijn in X-Men, X-Men 2, X-Men - Conflitto finale
- Jennifer Jason Leigh in Era mio padre, Morgan, La donna alla finestra
- Sandra Oh in Sideways - In viaggio con Jack, Una voce nella notte, Cake - Ti amo, ti mollo... ti sposo
- Polly Walker in Emma, Scontro tra titani, John Carter
- Daryl Hannah in Summer Lovers, Olé
- Mia Kirshner in L'isola dell'ingiustizia - Alcatraz, Mad City - Assalto alla notizia
- Serena Scott Thomas in Hostage, Vizio di forma
- Annette Bening in Rischiose abitudini, Captain Marvel
- Laura Linney in Love Actually - L'amore davvero, In viaggio con Evie
- Julie Hagerty in Storia di noi due, Storia di un matrimonio
- Anne Heche in Sesso & potere, I poliziotti di riserva
- Lucy Liu in Payback - La rivincita di Porter, Incontriamoci a Las Vegas
- Ashley Judd in Il momento di uccidere, Attacco al potere - Olympus Has Fallen
- Maria de Medeiros in Pulp Fiction, Registe
- Tia Carrere in Un lavoro da giurato, Pensieri spericolati
- Kristen Wiig in Masterminds - I geni della truffa
- Rene Russo in Velvet Buzzsaw
- Robin Wright in Stato di grazia
- Regina King in Una bionda in carriera
- Drew Barrymore in A proposito di donne
- Sarah Jessica Parker in Viaggio senza ritorno
- Felicity Huffman in La vita dopo i figli
- Julie Delpy in Un lupo mannaro americano a Parigi
- Michelle Yeoh in Everything Everywhere All at Once
- Patricia Velásquez in La mummia - Il ritorno
- Catherine Keener in Amici & vicini
- Sarah Paulson in Abbasso l'amore
- Lena Headey in Onegin
- Catherine Frot in Lezioni di felicità - Odette Toulemonde
- Mandy Moore in Southland Tales - Così finisce il mondo
- June Diane Raphael in L'assistente della star
- Olivia Williams in The Body
- Maya Rudolph in Pupazzi senza gloria
- Amy Poehler in Le sorelle perfette
- Kathleen Quinlan in Il grande cuore di Clara
- Gail O'Grady in In amore nessuno è perfetto
- Tamlyn Tomita in The Day After Tomorrow - L'alba del giorno dopo
- Wendi McLendon-Covey in Zampa e la magia del Natale
- Leslie Mann in Il rompiscatole
- Jillian Bell in Piccoli brividi
- Ajai Sanders in Jack Frost
- Gabrielle Union in Correndo con le forbici in mano
- Dedee Pfeiffer in Un giorno di ordinaria follia
- Ingrid Bolsø Berdal in Hercules - Il guerriero
- Jacqueline Kim in Rivelazioni
- Holly Hunter in A casa per le vacanze
- Brittany Daniel in Quel nano infame
- Audrey Lamy in La bella e la bestia
- Elena Anaya in Van Helsing
- Symba Smith in L.A. Confidential
- Vicki Masson in Rob Roy
- Sherry Stringfield in Autumn in New York
- Jacqueline McKenzie in The Water Diviner
- Marlei Cevada in Vicini per forza
- Ilça Moreno in L'estate di Cléo
- Brandy Norwood in Cenerentola
- Ayelet Zurer in Zack cane eroe
- Jennifer Coolidge in Un film Minecraft
- Rya Kihlstedt in Final Destination Bloodlines
- Bronagh Gallagher in The End

### Film d'animazione
- Kaisentlaia in La collina dei conigli
- Emily, la sposa cadavere in La sposa cadavere
- Alice in La principessa sul pisello
- Yuuko Ichihara in Tsubasa Chronicle - Il film, xxxHOLiC - Il film
- Leah Estrogen in Osmosis Jones
- Doreen Nickle in Ant Bully - Una vita da formica
- Marion in Winx Club - Il segreto del regno perduto, Winx Club 3D - Magica avventura
- Kitty Galore in Cani & gatti - La vendetta di Kitty
- Nitika in La leggenda della montagna incantata
- Madre di Jake in Free Birds - Tacchini in fuga
- Leah in Gli eroi del Natale
- Claire in Tappo - Cucciolo in un mare di guai
- Lulu in DC League of Super-Pets
- Brook Ripple in Elemental
- Cynthia Utrom in Tartarughe Ninja - Caos mutante
- Tracy in Garfield - Una missione gustosa

### Serie televisive
- Rebecca Romijn in The Librarians, Pepper Dennis, Eastwick
- Nicollette Sheridan in Desperate Housewives, Dynasty
- Diana-Maria Riva in Sabrina, vita da strega, La strana coppia
- Anne Charrier in Maison close - La casa del piacere, The Walking Dead: Daryl Dixon
- Barbara Niven in Pensacola - Squadra speciale Top Gun, Chesapeake Shores
- Ayelet Zurer in Daredevil, Daredevil - Rinascita
- Rya Kihlstedt in Dexter, Heroes Reborn
- Tisha Campbell-Martin in Tutto in famiglia
- Charlene Tilton in La signora in giallo
- Emma Caulfield, Rachel Shelley, Gabrielle Anwar e Sunny Mabrey in C'era una volta
- Bitty Schram in Detective Monk
- Indra Zuno in Cuore selvaggio
- Emilia Mazer in La forza dell'amore
- Suzana Queiroz in Happy End
- Sandra Lee in Dr. Pimple Popper, la dottoressa schiacciabrufoli
- Monica Raymund in Lie to Me
- Chrissy Metz in This Is Us
- Josette Simon in Anatomia di uno scandalo
- Lyndsey Marshal in Inside Man
- Kate Fleetwood in Fate: The Winx Saga (2^ voce)
- Rachel Shelley in The L Word[1]
- Yeom Hye-ran in Mask Girl

### Serie animate
- Mary Ann Summers in L'isola delle 1.000 avventure, Il pianeta delle 1.000 avventure
- Sheila in Occhi di gatto
- Diana in Dungeons & Dragons
- Cleo in Isidoro
- Professoressa Angela Hammerschmidt in Una sirenetta fra noi
- Vicky in Due fantagenitori
- Glinda, la strega del Sud ne Il Mago di Oz
- Blaineley Andrews O'Halloran in A tutto reality - Il tour e nello speciale di "A tutto reality" Caccia alle celebrità
- Mai Kirifuda in Duel Masters
- Francine Smith in American Dad!
- Dottoressa Vlam in Il secondo miglior ospedale della galassia
- Ivy in Sofia la principessa
- Signora Milionaire in MegaMan NT Warrior
- Sori Shinoda in Mila e Shiro - Due cuori nella pallavolo
- Adira in Rapunzel - La serie
- Lenora Carter (ep. 31x3) ne I Simpson
- Shirley la Medium e Kitty in Leone il cane fifone
- Beatrice le Becco in Jake e i pirati dell'Isola che non c'è
- Maudra in Dark Crystal - La resistenza
- Emma in Fred il cavernicolo
- Annie Harris in Duncanville
- Gia Grooves in Trolls: TrollsTopia
- Crudelia in The Simpsons: Welcome to the Club
- Diane in Chicago Party Aunt
- Maggie in Ella tra le stelle[2]

### Documentari
- Seconda voce narrante di Passaggio a Nord Ovest
- Voce narrante della trasmissione Rai Storia Il giorno e la storia

### Videogiochi
- Iracebeth, La Regina Rossa in Alice in Wonderland[3] (2010)
- Dottoressa Bonnie Roman in Lost Planet 3[4] (2013)
- PostOfficer in Disney Illusion Island[5] (2023)